# كونسويلو إسكوبار
كونسويلو إسكوبار، مغنية مكسيكية. درست الغناء في مدينة المكسيك، وظهرت للمرة الأولى على المسرح عام 1916 بدور غيلدا في مسرحية «ريغوليتو». منذ عام 1920، حققت نجاحاً باهراً في أوبرا رافينيا الصيفية بالقرب من شيكاغو، حيث ظهرت في مسرحيات «لوسيا دي لاميرمور»،
«إلسير داموري»، «دون باسكوالي»، «حلاق إشبيلية»، «ميغنون». في موسم 1923-1924، انتقلت إلى أمريكا الشمالية كعضوة في شركة أوبرا سان كارلو. كما كانت على علاقة بدار الأوبرا في مكسيكو سيتي، حيث حظيت باستحسان كبير.
في إيطاليا، كانت ضيفة مسرح لاريكو في ميلان. أنشأت في وقت لاحق استوديو للغناء في مكسيكو سيتي.
تزوجت من المغني المكسيكي كارلوس دي كاسترو بادييا (1889 - 1928).